# Balad
Balad (arabul: بلد) város Bagdadtól (80 km) északra, a Salah ad Din kormányzóságban, Irakban. Síta város. Lakossága a 2008. évi becslés alapján 52.214 fő volt.

## Fekvése
Bagdadtól 88 km-re, Szamarrától délre, a Tigris folyó partján fekvő település.

## Története
Balad a Tigris folyó keleti partja közelében fekvő városka, a Bagdad-Moszul úttól keletre fekszik. Ez az út a középkorban a folyó másik, keleti oldalán futott, de a folyó többször is megváltoztatta folyását.
Balad vasútállomása közelében kiterjedt rommező található. Itt állt egykor Harba városa, a Tigris folyó mellett.
Harba városa valószínűleg már a babiloni korban is létezett, és a Szasszanida korban is lakott hely volt, meyet arab geográfusok is többször említettek. Híres volt szőtteseiről és  kerámiáiról.
Harba virágkorát a 13. században élte. A Tigris folyó azonban 1226-1242 között, Musztanszir kalifa uralkodása idején megváltoztatta medrét, ezért a kalifa itt máig meglévő nagyszabású öntözőcsatorna-rendszert (Dudzsail-csatorna) készíttetett, hogy ne maradjon a környék víz nélkül.
Harba hídja Balad vasútállomása közelében, az úttól úgy 600 méterre, balra áll. A hidat még 1232-ben Musztanszir kalifa építtette a Dudzsail csatorna fölé. A híd 54 méter hosszú és 11, 8 méter széles, és viszonylag jó állapotban maradt meg. Égetett téglából készült és négy boltozott íve van. Építtetője neve és az építés ideje az oldalain futó feliratból ismert.  A felirat és a hátterét alkotó geometrikus díszítmény faragott, mozaikszerűen kirakott tégladarabokból áll.

## Nevezetességek
- Abu Dzsafar Mohamed (a 10. imám fia) mauzóleuma.
- Harba hídja